# Nicole da Silva (Schauspielerin)

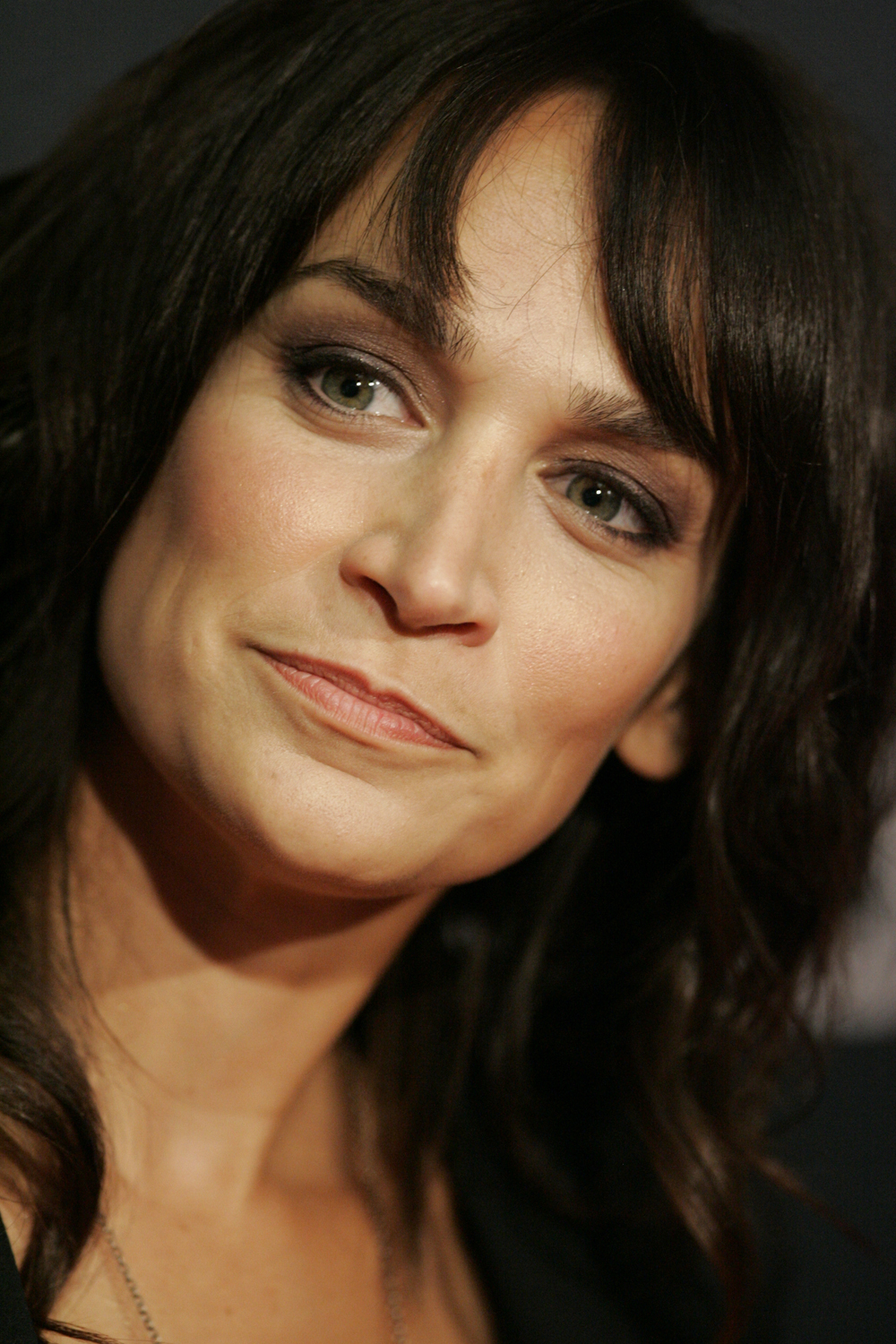
Nicole da Silva, 2013

Nicole da Silva (* 18. September 1981 in Sydney) ist eine australische Schauspielerin.

## Leben
Nicole da Silva ist portugiesischer Abstammung. Im deutschsprachigen Raum ist sie hauptsächlich durch ihre Rollen in verschiedenen Fernsehserien bekannt, darunter die Rollen als Senior Constable Stella Dagostino in Rush (2008–2011), als Frankie Doyle in Wentworth (2013–2019), und als Charlie in The Heart Guy (2016–2021).
Im Jahr 2014 wurde da Silva mit der Auszeichnung National Champion of UN Women Australia ausgezeichnet, da sie sich für Gleichberechtigung von Frauen in Australien einsetzt.

## Filmografie (Auswahl)
- 2005: All Saints (11 Episoden)
- 2007: Dangerous (8 Episoden)
- 2007: East West 101 (Episode 1x04)
- 2008–2011: Rush (70 Episoden)
- 2009: Carla Cametti PD (6 Episoden)
- 2011: Cop Hard (2 Episoden)
- 2013–2019: Wentworth  (56 Episoden)
- 2015: Drama
- 2016: Gortimer Gibbon – Mein Leben in der Normal Street (Gortimer Gibbon’s Life on Normal Street, Episode 2x14)
- 2016–2021: The Heart Guy (Doctor Doctor, 48 Episoden)
- 2019: The Tangle
- 2019: Harrow (Episode 2x07)
- 2022: Carmen
- 2023: Love Me (4 Episoden)
- 2023: One Night (6 Episoden)